# Province de Rafael Bustillo
Pour les articles homonymes, voir Bustillo.
La province de Rafael Bustillo est une des 16 provinces du département de Potosí, en Bolivie. Son chef-lieu est Uncía.

## Population
Sa population s'élevait à 76 254 habitants au recensement de 2001.

## Subdivisions
La province est subdivisée en trois municipalités (municipios en espagnol) :
- Chayanta
- Llallagua
- Uncía